# Альтенштадт (Гессен)
Альтенштадт (нім. Altenstadt) — громада в Німеччині, у федеральній землі Гессен. Підпорядковується адміністративному округу Дармштадт. Входить до складу району Веттерау.
Площа — 30,08 км². Населення становить 12 363 ос. (станом на 31 грудня 2020).

## Географії

### Адміністративний поділ
Громада  складається з 8 районів:
- Альтенштадт
- Гегайм
- Гекст-ан-дер-Ніддер
- Ліндгайм
- Енцгайм
- Оберау
- Роденбах
- Вальдзідлунг